# Jean-Marie Leblanc

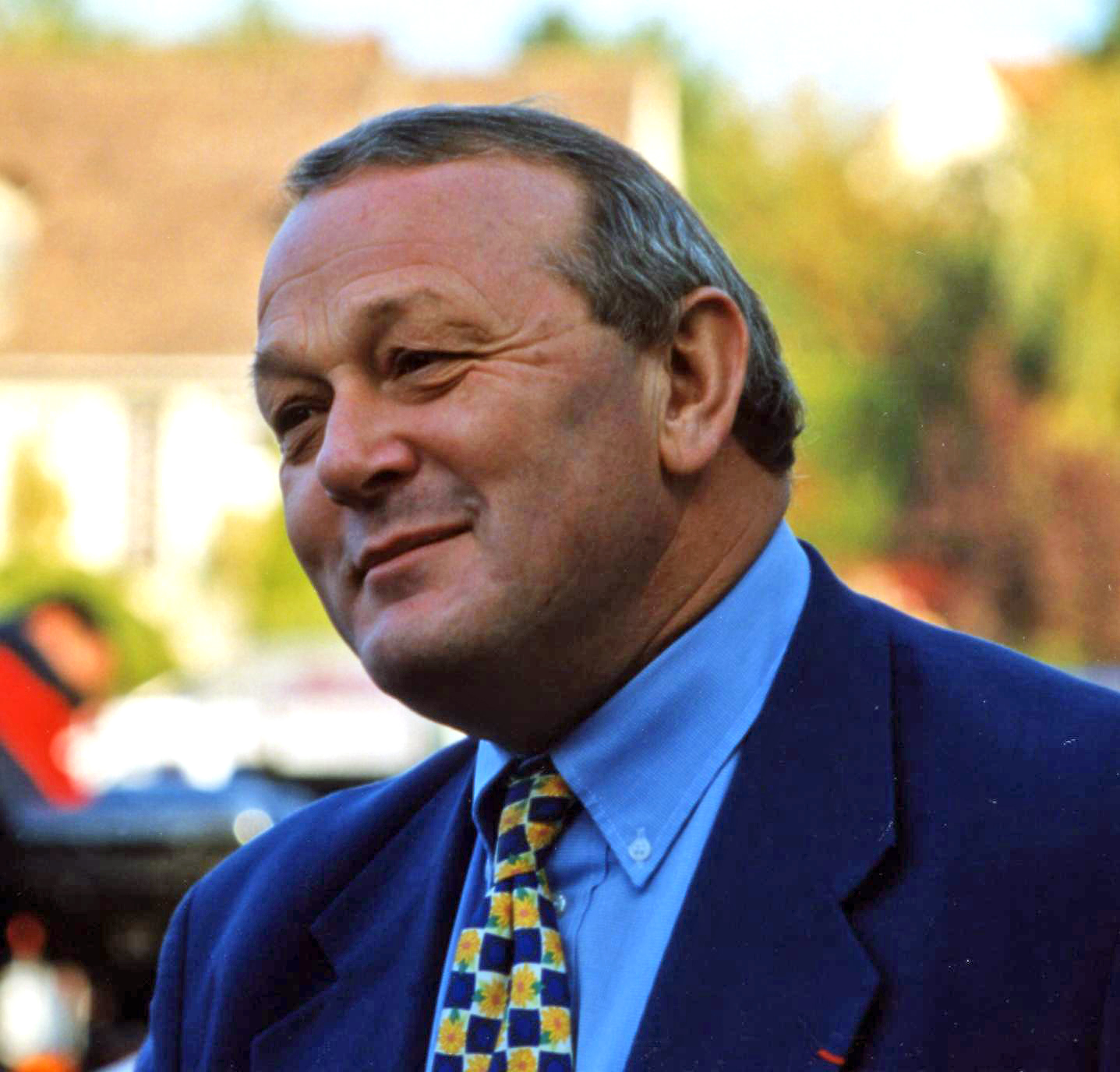
Jean-Marie Leblanc en 1997 durante la París-Tours.

Jean-Marie Leblanc (n. 27 de julio de 1944 en Nueil-sur-Argent, hoy Nueil-les-Aubiers, Deux-Sèvres) es un ciclista de ruta francés retirado, director general del Tour de Francia entre 1989 y 2005, cuando por su edad fue sucedido por Christian Prudhomme.
Leblanc se convirtió en profesional en 1966 y compitió hasta 1971. Obtuvo sus mejores resultados en criteriums, competiciones cortas y carreras de una sola etapa como el Gran Premio d'Aix-en-Provence (1.ª posición en 1968), en el Circuito de Armorique (1.ª posición en 1969) y los Cuatro Días de Dunkerque (2.ª posición en 1970). Después de su carrera como ciclista profesional continuó ligado al mundo del ciclismo como periodista deportivo.
Durante su trayectoria como director del Tour la competición se modernizó con visibles cambios, como el abandono del jersey rojo en favor del maillot amarillo que viste el campeón. Jean-Marie Leblanc también es director general delegado de la Amaury Sport Organisation, organización francesa encargada de la preparación de numerosas pruebas ciclistas en todo el mundo. Fue presidente de la Association Internationale des Organisateurs de Courses Cyclistes (AIOCC) entre 1989 y 2004. En octubre de 2007 publicó su autobiografía, titulada Le Tour de ma vie (El Tour de mi vida).
En su trayectoria periodística asumió la presidencia de la Asociación de Periodistas originarios de Nord-Pas-de-Calais, sucediendo en el cargo a Jacques Duquesne. La asociación premia anualmente con el Trophée Lumière a la personalidad del norte de Francia que mejor ha representado a la región a lo largo del año.